# Caroline Hammer
Caroline Hammer (Hulerød, 28 ottobre 1832 – Comune di Fredensborg, 12 gennaio 1915) è stata una fotografa danese.

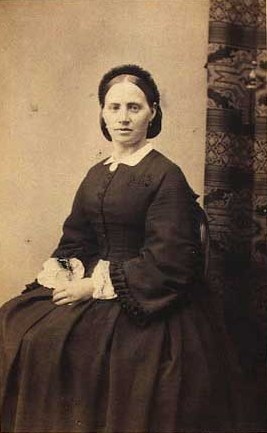
Caroline Hammer fotografata da Lars Peter Rasmussen tra il 1860 e il 1870

È stata una delle prime fotografe professioniste della Danimarca.

## Biografia
Figlia del commissario ed eroe navale delle guerre napoleoniche Frederik Abel Hammer (1791–1877) e di Elisabeth Kirstine Lemvigh (1794–1849), era la penultima di nove tra fratelli e sorelle. Crebbe nella Zelanda ma dopo la morte della madre la famiglia si trasferì nella cittadina di Wyk auf Föhr, dove si era già stabilito il fratello Otto, ufficiale di marina, e che all'epoca l'isola delle Föhr apparteneva ancora alla Danimarca. Poi, nel 1864, con seconda guerra dello Schleswig passò alla Germania a cui appartiene da allora.
Non è noto da chi imparò le tecniche fotografiche, si suppone possa averle imparate da qualche fotografo ambulante di passaggio sull'isola. Sappiamo che le sue prime fotografie risalgono all'inizio degli anni '60 dell'800. L'isola di Wyk era un luogo alla moda, per le sue acque termali, le sue spiagge ed i suoi bagni, specialmente dopo la visita del re Cristiano VIII di Danimarca nel 1842, e le sue riprese all'aperto in spiaggia e nei vari angoli dell'isola. I motivi erano i caratteristici pescherecci con i pescatori, gli stabilimenti balneari trainati da cavalli su ruote e la cattura delle anatre selvatiche. Le sue foto mostrano anche la sua famiglia, la sua casa, il giardino. Fu un'abile ritrattista tanto che fu la prima donna ad essere ammessa alla Danish Photographic Association, fondata nel 1879.
Nel 1891 lasciò Wyk e fece costruire una casa nei pressi del luogo natale. Abbandonò la professione anche se continuerà a fotografare nell'intimità della sua vita: la sua casa, il giardino, le cose che le accadevano attorno a sé. Negli ultimi 25 della sua vita visse modestamente dei suoi risparmi.
La Biblioteca reale possiede un fondo con le immagini della Hammer.
In Danimarca dopo la Hammer, tra le donne, possiamo citare: Frederikke Federspiel, Nielsine Zehngraf, Amalie Claussen (1859-1950), e Bodil Hauschildt (1861–1951). La Hammer fu preceduta di qualche anno solo da Thora Hallager.